# نورمن لامسدن
نورمن لامسدن (انگلیسی: Norman Lumsden؛ ‏ ۱۶ سپتامبر ۱۹۰۶ – ۲۸ نوامبر ۲۰۰۱) خواننده اپرا و بازیگر اهل بریتانیا بود.
از فیلم‌ها یا مجموعه‌های تلویزیونی که وی در آن‌ها نقش داشته است، می‌توان به شکارچی سفید، قلب سیاه، پوآرو و گوژپشت نتردام اشاره نمود.